# Gefallenenrede des Perikles

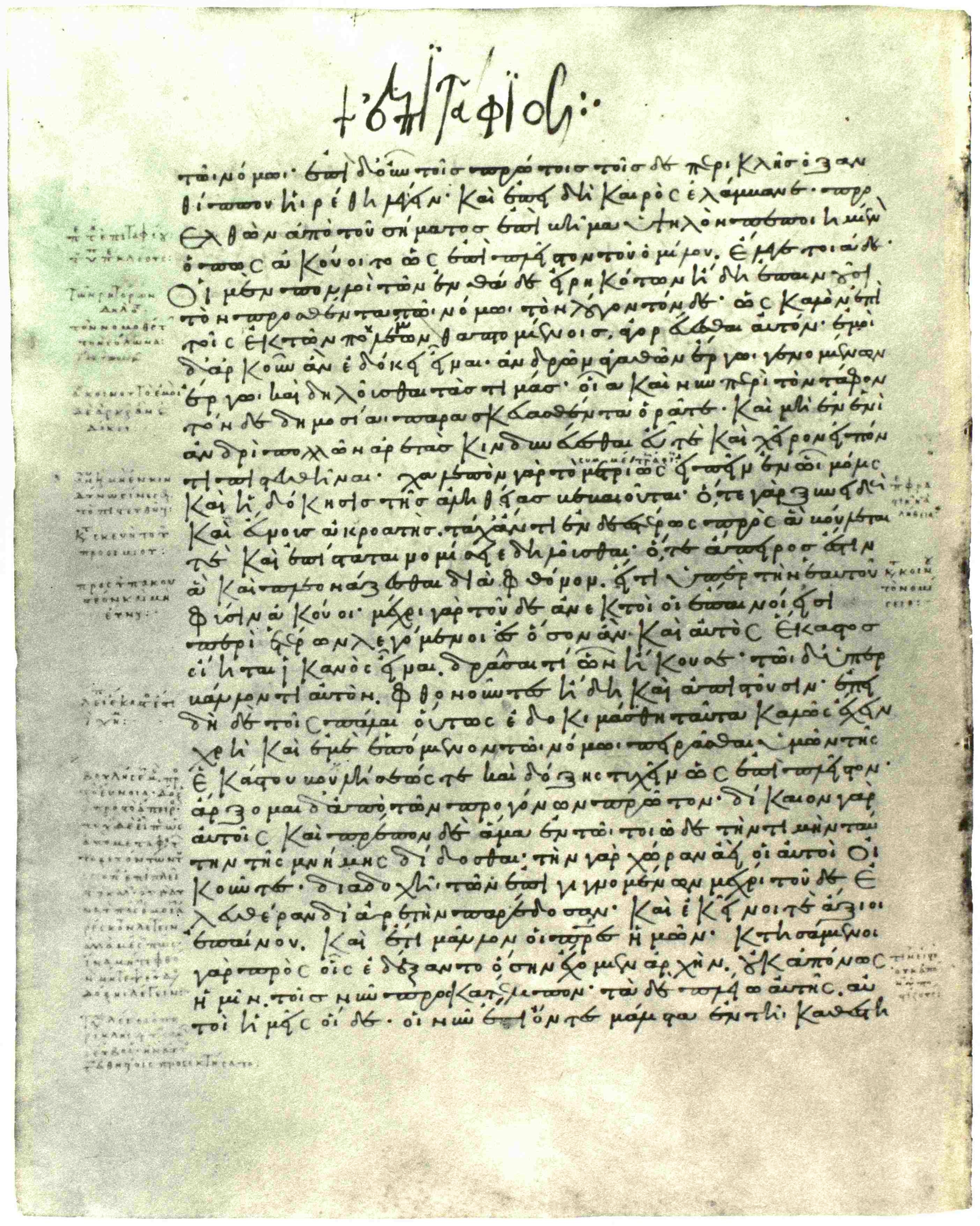
Die Gefallenenrede des Perikles in einer mittelalterlichen Handschrift von Thukydides' Geschichtswerk (München, Bayerische Staatsbibliothek, Cod. graec. 430, fol. 53v, 10./11. Jahrhundert)

Bei der Gefallenenrede des Perikles (auch: Leichenrede oder epitaphios des Perikles) handelt es sich um eine dem führenden athenischen Staatsmann Perikles zugeschriebene, im Winter 431/30 v. Chr. gehaltene Staatsrede auf die Gefallenen des ersten Kriegsjahres. Sie mündet in ein Lob der griechischen polis. Diese in der Geschichte des Peloponnesischen Krieges von Thukydides überlieferte Rede (Thuk. 2, 35–46) ist, beginnend mit der Renaissance, bis heute immer wieder intensiv rezipiert worden.

## Authentizität
Der Epitaphios ist durch Thukydides, den Zeitgenossen und vielleicht sogar Augen- und Ohrenzeugen, weitestgehend frei gestaltet worden. Obwohl historiographische Schöpfung, soll auch diese Rede die Intention des Protagonisten bestmöglich zum Ausdruck bringen. Sie beansprucht also in einem gewissen – sozusagen dramatischen – Sinne durchaus, historisch „wahr“ zu sein.
In jedem Fall wird das Selbstverständnis der attischen Demokratie, wie es sich in der Gefallenenrede niederschlägt, im Athen des späten 5. Jahrhunderts v. Chr. weit verbreitet gewesen sein. Zentrale Begriffe im Epitaphios sind Freiheit, Gleichheit, Selbstlosigkeit, Überparteilichkeit, Weltoffenheit und Autarkie sowie Eigenart der attischen Bürger. Athen sei die „Schule von Hellas“ (Thuk. 2, 41).

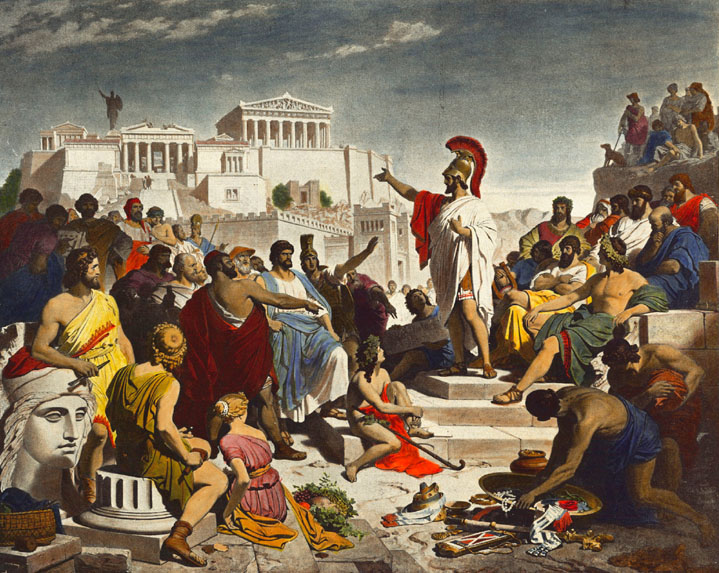
Philipp von Foltz, „Gefallenenrede des Perikles“

## Moderne Rezeption
Karl Popper, der im ersten Teil von Die offene Gesellschaft und ihre Feinde (erstmals erschienen 1944) den Gegensatz (Antagonismus) freies Athen – unfreies Sparta anführt, zitiert die (von ihm für „praktisch authentisch“ gehaltene) Gefallenenrede ausführlich: Er bezieht sich auf Perikles' freiheitliche Gesellschaftstheorie; das Athen des Perikles ist für Popper „nicht nur die Schule Griechenlands [...], sondern die der Menschheit; für Jahrtausende, die vergangen sind und die noch kommen mögen.“
Die Rhetorik der Gefallenenrede und anderer Reden athenischer Protagonisten bei Thukydides ist in vielem bemerkenswert aktuell. Viele Präsidenten der Vereinigten Staaten entnahmen ihnen einige prägnante Passagen und münzten sie auf die USA um. So finden sich einige Punkte der Rede zum Beispiel in der Gettysburg Address wieder, die Abraham Lincoln 1863 bei der Einweihung des Friedhofs auf dem gleichnamigen Schlachtfeld hielt. Desgleichen lassen sich Parallelen zu Reden George W. Bushs finden. In allen Fällen wird das eigene freiheitliche Verständnis vom vorhandenen Gesellschaftsmodell und Staatswesen, dessen Attraktivität und Anziehungskraft in Abgrenzung von einem unfreien Gegner (in diesem Falle Sparta) unterstrichen. Es mündet schließlich – ähnlich wie in anderen bei Thukydides entwickelten Reden – in die außenpolitische Prämisse, wonach in einer anarchischen Staatenwelt nur das Recht zur Selbsthilfe das eigene Überleben sichere und Kriege ein legitimes Mittel der Politik seien; dieser Part fehlt bei Lincoln allerdings vollständig.
Ein weiteres Beispiel ist der – gescheiterte – Versuch Giscard d’Estaings, die Präambel der Europäischen Verfassung mit einem Verweis auf die Gefallenenrede beginnen zu lassen. Das dafür bemühte bekannte Zitat aus Thuk. 2, 37 lautet im ursprünglichen Verfassungsentwurf verkürzt: „Die Verfassung, die wir haben [...] heißt Demokratie, weil der Staat nicht auf wenige Bürger, sondern auf die Mehrheit ausgerichtet ist.“

## Auszug aus der Rede (Anfang)
Die meisten meiner Vorredner rühmen denjenigen, dem wir den Brauch verdanken, eine Rede wie diese überhaupt zu halten. Sie sagen, am Grabe der Gefallenen sei dies ein Gebot des Anstands.
Ich, für meinen Teil, sehe das anders. Männern, die sich durch ihre Taten ausgezeichnet haben, sollte man auch durch Taten die letzte Ehre erweisen: eben durch ein Staatsbegräbnis wie dieses hier. Nicht aber, indem man den Nachruf so vieler tapferer Leute von der Leistung irgendeines Redners abhängig macht, davon, wie gut oder schlecht er sich anstellt. Denn man findet nur schwer die rechten Worte für Ereignisse, von denen ein jeder Zuhörer sein eigenes Bild mitbringt! Wer alles selbst miterlebt hat, der wird die Rede unzulänglich finden, verglichen mit dem, was er weiß und angesprochen hören will. Die übrigen werden Übertreibung wittern – einfach aus der natürlichen Eifersucht heraus, die uns Menschen befällt, wenn andere etwas leisten, zu dem wir selbst nicht imstande gewesen wären. So sind wir nun mal gestrickt: Lob für andere ertragen wir gerade solange, wie wir uns einreden können, auch wir hätten so etwas hinbekommen. Können wir das nicht mehr, dann kommt der Neid – und mit ihm der Unglaube.
Wie auch immer. Unsere Vorväter haben diesen Brauch geschaffen, und so muß ich wohl oder übel versuchen, die unterschiedlichen Erwartungen zu erfüllen, so gut es mir eben möglich ist...